# Daniel Aukin
Daniel Aukin (Londra, 1970) è un regista teatrale statunitense con cittadinanza britannica.

## Biografia
Figlio della regista statunitense Nancy Meckler e del produttore britannico David Aukin, Daniel Aukin è nato a Londra nel 1970 e ha studiato all'Università di Chicago.
Nel 1999 è diventato il direttore artistico del SoHo Rep di New York. Negli anni successivi ha diretto le prime mondiali di drammi di rilievo, tra cui 4000 Miles (2011), Skintight (2018) e Stereophonic (2023), che gli è valso il Drama League Award, il Drama Desk Award e il Tony Award alla migliore opera teatrale nel 2024. Inoltre è vincitore di tre Obie Award per il suo lavoro nell'Off-Broadway. Il debutto a Broadway risale al 2015, quando ha diretto un nuovo allestimento di Pazzo d'amore con Sam Rockwell.